# Championnat de Nouvelle-Zélande de football 2004-2005
Navigation
Saison précédente Saison suivante
La saison 2004-2005 du Championnat de Nouvelle-Zélande de football est la trente-sixième édition du championnat de première division en Nouvelle-Zélande et la toute première édition du New Zealand Football Championship. La NZFC regroupe huit clubs du pays au sein d'une poule unique, où ils s'affrontent trois fois au cours de la saison. À la fin de la compétition, les trois premiers du classement disputent la phase finale pour le titre. Le championnat fonctionne avec un système de franchises, comme en Australie ou en Major League Soccer ; il n'y a donc ni promotion, ni relégation en fin de saison.
C'est le club d'Auckland City FC qui remporte la compétition après avoir battu lors de la finale nationale Waitakere United. Auckland City avait également terminé en tête du classement à l'issue de la saison régulière. C'est le premier titre de champion de Nouvelle-Zélande de l'histoire du club, qui se qualifie du même coup pour la prochaine Coupe des champions d'Océanie 2006.

## Les clubs participants
| - Auckland City FC - Waitakere United - Team Wellington - Canterbury United | - Hawke's Bay United - Otago United - YoungHeart Manawatu - Waikato FC |

## Compétition

### Première phase

#### Classement
Le barème utilisé pour établir le classement est le suivant :
- Victoire : 3 points
- Match nul : 1 point
- Défaite : 0 point

| Rang | Équipe              | Pts | J  | G  | N | P  | Bp | Bc | Diff |
| ---- | ------------------- | --- | -- | -- | - | -- | -- | -- | ---- |
| 1    | Auckland City FC    | 46  | 21 | 14 | 4 | 3  | 53 | 24 | +29  |
| 2    | Waitakere United    | 40  | 21 | 12 | 4 | 5  | 39 | 19 | +20  |
| 3    | Waikato FC          | 31  | 21 | 9  | 4 | 8  | 27 | 25 | +2   |
| 4    | Canterbury United   | 27  | 21 | 7  | 6 | 8  | 31 | 38 | -7   |
| 5    | Hawke's Bay United  | 26  | 21 | 7  | 5 | 9  | 39 | 48 | -9   |
| 6    | Team Wellington     | 23  | 21 | 5  | 8 | 8  | 35 | 40 | -5   |
| 7    | Otago United        | 20  | 21 | 5  | 5 | 11 | 26 | 46 | -20  |
| 8    | YoungHeart Manawatu | 18  | 21 | 4  | 6 | 11 | 26 | 36 | -10  |

| Légende | Légende                                                       |
| ------- | ------------------------------------------------------------- |
|         | Equipe qualifiée automatiquement pour la finale des play-offs |
|         | Equipe qualifiée pour les play-offs                           |

### Phase finale

#### Tableau
|  | Demi-finale | Demi-finale      | Demi-finale |  |  | Finale | Finale           | Finale |
|  |             |                  |             |  |  |        |                  |        |
|  |             |                  |             |  |  | 1      | Auckland City FC | 3      |
|  | 2           | Waitakere United | 4           |  |  | 2      | Waitakere United | 2      |
|  | 3           | Waikato FC       | 1           |  |  |        |                  |        |

#### Demi-finales
| Équipe 1         | Résultat | Équipe 2   |
| ---------------- | -------- | ---------- |
| Waitakere United | 4 - 1    | Waikato FC |

#### Finale
| Équipe 1         | Résultat | Équipe 2         |
| ---------------- | -------- | ---------------- |
| Auckland City FC | 3 - 2    | Waitakere United |

## Bilan de la saison
| Championnat de Nouvelle-Zélande de football 2004-2005 |                              |
| Champion                                              | Auckland City FC (1er titre) |
| Qualifications continentales                          |                              |
| Coupe des champions d'Océanie 2006                    | Auckland City FC             |